# Chimarra aliceae
Chimarra aliceae (лат.) — вид мелких ручейников рода Chimarra из семейства приречные ручейники (Philopotamidae). Эндемики Океании. Этимология видового названия: Aliceae — назван в честь энтомолога Элис Уэллс (Alice Wells), коллекционера типовой серии.

## Распространение
Остров Новая Гвинея, Папуа — Новая Гвинея, Центральная провинция, на боковом хребте Булола на дороге Булола-Асеки, около 7° 17' ю.ш., 146° 30' в.д.

## Описание
Ручейники мелких размеров. Длина переднего крыла 4,3 мм. Общий цвет тела и крыльев бледные (выцветшие). Самца C. aliceae можно отделить от всех других новогвинейских видов по сочетанию сильно опущенных, крючковидных боковых лопастей сегмента X и коротких, субполукруглых нижних придатков в боковой проекции. Самки неизвестны.  Формулы шпор 1, 4, 4; вторая анальная жилка задних крыльев сливается с первой анальной жилкой, образуя замкнутую ячейку. Вид был впервые был описан в 2020 году в ходе ревизии, проведённой австралийским энтомологом Дэвидом Картрайтом (D. I. Cartwright; Wandana Heights, Виктория, Австралия).